# Archidiocèse de Samarinda
L′archidiocèse de Samarinda (en latin : Archidioecesis Samarindaensis) est une Église particulière de l'Église catholique en Indonésie, dont le siège est à Samarinda, capitale de la province de Kalimantan oriental.

## Histoire
Le vicariat apostolique de Samarinda est créé le 21 février 1955 par démembrement du vicariat apostolique de Bandjarmasin. Il est transformé en diocèse lors de la réorganisation de l'Église en Indonésie le 3 janvier 1961. Le 9 janvier 2002, son territoire est divisé pour créer le diocèse de Tanjung Selor et le 29 janvier 2003, il est élevé au rang d'archidiocèse métropolitain avec pour suffragants les diocèses de Banjarmasin, Palangkaraya et Tanjung Selor.
Depuis sa création, le vicariat apostolique puis le diocèse et l'archidiocèse ont toujours été placés sous la juridiction d'évêques issus de la congrégation des Missionnaires de la Sainte-Famille (M.S.F).
Le siège du diocèse est la cathédrale Sainte-Marie de Samarinda.

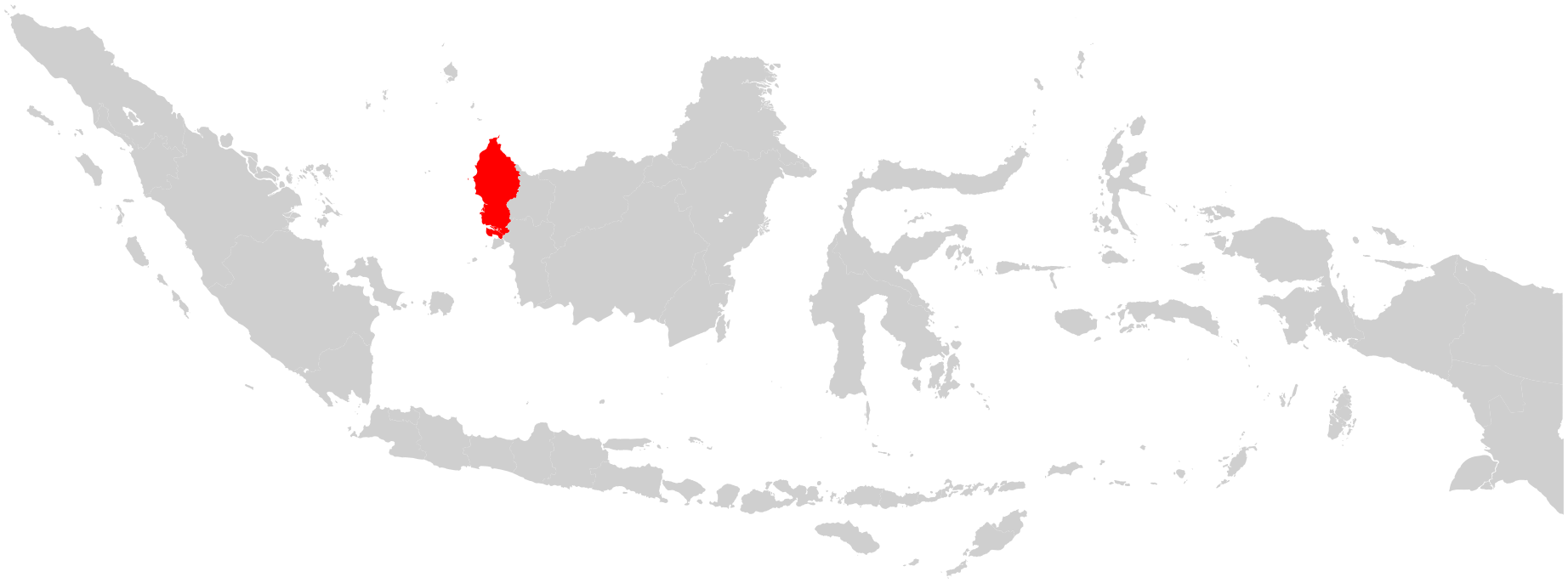
Localisation du diocèse.
Diocèses suffragants.

## Liste des ordinaires du diocèse

### Vicaire apostolique
- Jacques Henri Romejin, M.S.F. (1951-1965)

### Évêques
- Jacques Henri Romejin, M.S.F. (1961-1975)
- Michael Cornelis C. Coomans, M.S.F. (1987-1992)
- Florentinus Sului Hajang Hau, M.S.F. (1993-2003)

### Archevêques
- Florentinus Sului Hajang Hau, M.S.F. (2003-2013)
- P. Yohanes Ola Keda, Administrateur diocésain (2013-2015)
- Yustinus Hardjosusanto, M.S.F. (2015- )

## Source
Catholic-Hierarchy